# Китабе

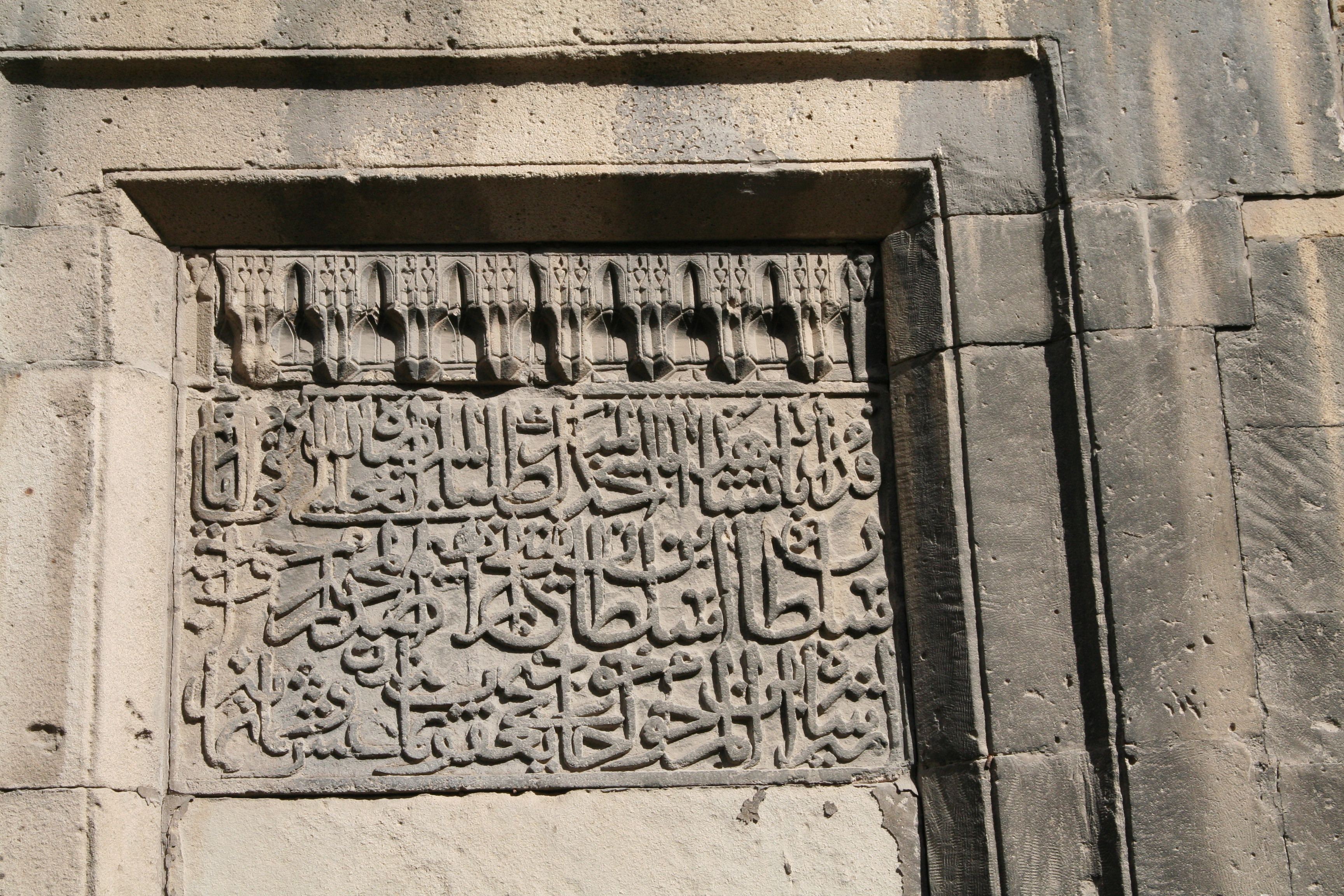
Китабе мечети Шейха Ибрагима в Баку (1415 год)

Китабе (араб. كتابة‎ — надпись, письмо, письмена) — прямоугольная или фигурная (типа картуша) панель с надписями арабской графикой, вид эпиграфического орнамента. Обычно включается в общую композицию декора архитектурной панели, двери, надгробия, ковра, страницы или переплета рукописи, реже используется как самостоятельное украшение. Термин «китабе», иногда называемый в европейской литературе «сельджукской цепью», до сих пор иногда применяется иранскими и азербайджанскими живописцами и мастерами.